# Stanislas-François Jarlin

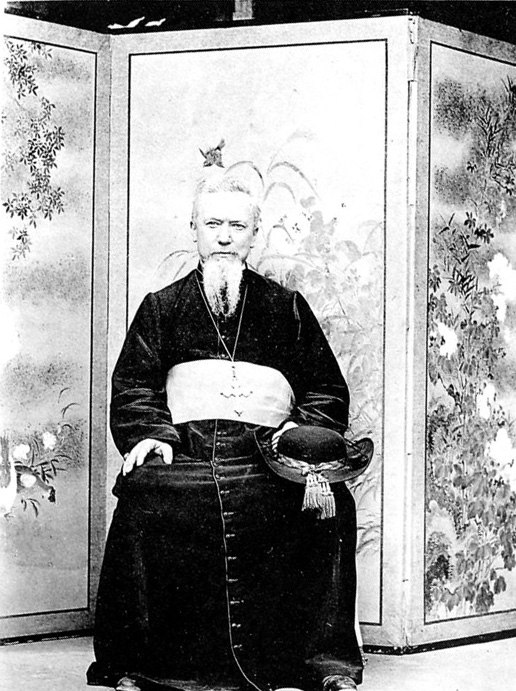
Stanislas Jarlin

Stanislas-François Jarlin CM (chinesisch 林懋德; * 20. Januar 1856 in Sète; † 27. Januar 1933 in Peking, Republik China) war ein französischer Missionar, Ordensbruder und römisch-katholischer Bischof.

## Leben
Stanislas Jarlin wurde 1856 in Sète geboren.
Nachdem er sein Leben als Kaufmann begonnen hatte, trat er am 7. Mai 1884 im Alter von 28 Jahren den Lazaristen bei. Er absolvierte sein Noviziat in Saint-Lazare in der Pariser Rue de Sèvres.

### Missionar in China
1888 ging er in die Mission nach China. Am 20. Januar 1889 wurde er in Peking zum Priester geweiht. Er wurde als Vikar in den Bezirk Paotingfu in der Chinesischen Provinz Hebei gesandt. Im Jahr 1897 ernannte ihn der Koadjutor des Apostolischen Vikars von Nord Chi-Li, Alphonse Favier, zum Generalvikar. Am 13. April 1899 starb der bisherige Apostolische Vikar Jean-Baptiste-Hippolyte Sarthou CM und Favier folgte nach.
Papst Leo XIII. ernannte Stanislas Jarlin am 23. Dezember 1899 zum Koadjutor-Apostolischen Vikar von Nord Chi-Li. Am 28. Dezember 1899 wurde ihm das Titularbistum Pharbaethus verliehen. Am 29. April 1900 weihte Alphonse Favier ihn in Pétang Henri-zum Priester. Mitkonkratoren waren Joseph Bulté SJ, Apostolischer Vikar von Südost Chi-Li und Jules Bruguière CM, Apostolischer Vikar von Südwest Chi-Li. Während des Boxeraufstands saß er zusammen mit Bischof Favier und 3000 Katholiken 56 Tage lang in der Nordkirche. In der Zeit organisiert er die Verteidigung der diplomatischen0 Missionen. Am 5. April 1905 starb Favier und Jarlin folgte als Apostolischer Vikar nach.
Zwischen diesem Datum und der Ankunft von Erzbischof Celso Costantini, dem ersten apostolischen Delegaten in China im November 1922 war Jarlin er de facto Vertreter des Heiligen Stuhls bei der chinesischen Regierung. Am 3. Dezember 1924 wurde der Name seines Apostolischen Vikariats in Peking geändert.
Anfangs war er auch ein entschiedener Befürworter der Beibehaltung des französischen Protektorats über die katholischen Missionen im Land. Im Jahr 1926 jedoch, nach der Weihe von sechs chinesischen Bischöfen durch Papst Pius XI., änderte er seine Haltung.
Stanislas Jarlin starb am 27. Januar 1933 im Alter von 77 Jahren. Am Anfang der 33 Jahre seiner Amtszeit hatte das Vikariat 40.000 chinesische Katholiken. Bei seinem Tod war es fünf Vikariate mit 400.000 Katholiken.
Stanislas Jarlin weihte die folgenden Bischöfe:
- Bischof Johannes Menicatti, PIME (1903)
- Bischof Joseph-Sylvain-Marius Fabrègues, CM (1910)
- Bischof Louis-Élisée Fatiguet, CM (1911)
- Bischof Noah Joseph Tacconi, PIME (1911)
- Bischof Paul-Marie Dumond, CM (1912)
- Bischof Jean de Vienne von Hautefeuille, CM (1915)